# Isle of Missing Men
Isle of Missing Men ist ein US-amerikanischer Spielfilm von Richard Oswald aus dem Jahre 1942. Die Geschichte basiert auf dem Stück White Lady von Gina Kaus und Ladislaus Fodor.

## Handlung
Irgendwo im Pazifik, kurz nach Eintritt der USA in den Zweiten Weltkrieg. Die S.S. Bombay durchquert gerade den Ozean mit Zielrichtung Australien, als das Schiff von japanischen Bombern angegriffen wird. Der Kapitän beschließt, zum Ausgangshafen, der Gefangeneninsel Caruba, zurückzukehren. An Bord befinden sich unter anderem der Gouverneur der Insel, Merrill Hammond, die hellblonde Diana Bryce, eine mysteriöse und stets sehr ernst dreinblickende junge Dame, der Hammond anbietet, auf der Insel solange sein Gast zu sein, bis sich eine erneute Möglichkeit einer Überfahrt ergibt, sowie der Deutschland-Flüchtling und KZ-Überlebende Richard Heller, eine zerlumpte und abgerissene Gestalt, die den Bombenangriff nicht überlebt. Wieder zurück auf Caruba, werden die anderen Bewohner der Insel in die Geschichte eingeführt: Da ist Dr. Brown, der zuständige Inselarzt, und George Kent, seines Zeichens Chef der Gefängnisverwaltung. Diana wird in einem Haus einquartiert, das Merrill einst für seine inzwischen verstorbene Ehefrau errichten ließ. Direktor Kent ist nicht sonderlich erfreut von Dianas Anwesenheit, findet er doch, dass Frauen auf einem Gefängniseiland nichts zu suchen hätten.
Diana zeigt sich ziemlich interessiert an den anderen Inselbewohnern, namentlich: den Gefängnisinsassen. Besonders dem wegen Mordes verurteilten Curtis scheint ihr Interesse zu gelten. Während Hammond, Diana, Kent und Doc Brown zu Abend dinieren, werden sie von Curtis heimlich beobachtet. Niemand weiß, dass der Mann in Wahrheit Dianas Gatte ist und sie ihn wiedersehen wollte. Curtis erzählt ihr, dass er zu fliehen beabsichtigt. Diana bittet ihn aber, lieber auf die Wiederaufnahme seines Prozesses zu hoffen. Beinah wird das Ehepaar von Kent, der zwei Menschen sprechen hört, bei ihrem geheimen Rendezvous ertappt. Als Merrill ebenfalls auftaucht, um Diana ein Buch zu überreichen, wird Kent daran gehindert, den Stimmen weiter nachzugehen. Diana überlässt ihrem Mann ihr mitgebrachtes Geld und die Juwelen, um eine etwaige Flucht mittels Bestechung durchführen zu können. Gefängnisboss Kent ist misstrauisch und durchsucht Curtis Zelle, wo er prompt Dianas Schmuck entdeckt. Curtis wird daraufhin in Isolationshaft gesteckt, von wo er keine Ausbruchsmöglichkeit mehr hat.
Derweil gelingt es Diana, Doc Brown auf ihre Seite zu ziehen. Sie überredet ihn, einen Totenschein auf den an einem epidemischen Infekt „verblichenen“ Curtis auszustellen, damit dieser als Leiche aus der Zelle gebracht wird und von der Insel fliehen kann. Diana muss bei der Durchsicht von Doktor Browns Unterlagen erfahren, dass ihr Mann in Wahrheit ein pathologischer Lügner ist, der sie offensichtlich auch noch mit anderen Frauen betrogen hat. Curtis stiehlt sich derweil aus dem Knast und auf das nächste ablegende Schiff, wo Diana ihn mit ihren neuesten Erkenntnissen konfrontiert. Sie sagt ihm, dass sie ihn verlassen werde, da sie ihn nicht mehr liebe. Derweil gesteht Doc Brown gegenüber Merrill seine Missetat. Der aber sagt niemandem etwas davon, weil er längst selbst ein Auge auf Diana geworfen hat und ihm die Entwicklung der Abläufe sehr zupass kommt. Wenig später kommt es an Bord zu einem schweren Handgemenge mit dem Kapitän und zwei Seeleuten, bei dem Curtis durch die eigene Hand stirbt. Diana, die ihn begleiten wollte, kehrt auf die Insel und in die Arme von Witwer Merrill zurück. Beide werden mit dem nächsten Schiff das triste Eiland endgültig verlassen.

## Produktionsnotizen
Isle of Missing Men entstand im Frühjahr 1942 und wurde am 18. September 1942 uraufgeführt. In Deutschland konnte man diesen vorletzten Film Oswalds, eine klassische Powerty-Row-Produktion, die von der Kritik kaum beachtet wurde, nicht sehen.
Die Filmbauten entwarf Frank Paul Sylos.

## Kritik
„Die ganz-arme-Leute-Version von Papillon.“